# Збереження гри
Збереження гри — це процес запису поточного стану відеогри на певний пристрій із можливістю подальшого повернення до нього та продовження гри.

## Необхідність
За Адамсом, необхідність зберігати гру виникає у гравців за трьох причин:
- надати можливість гравцю перервати гру, щоб трохи згодом повернутися до неї; сюди можна також додати, що збереження використовуються для попередження втрати ігрових досягнень у результаті перебою
- можливість виправити деякі катастрофічні помилки, особливо це стосується RPG
- заохочення до дослідження ігрового світу; дослідження альтернативних варіантів проходження гри; дослідження можливих великодніх яєць, секретів, таємних місць тощо; таким чином, збереження гри заохочує гравців знову і знову повертатися до гри.

## Носії даних
У різних іграх використовуються різні носії даних, в яких зазначається місце збереження, час та ігрові характеристики на момент збереження (кількість життів, здоров'я, очки досвіду або кількість пройдених рівнів тощо). Можливі три варіанти:
- Пароль — спосіб збереження прогресу між сеансами гри. Почав використовуватися від появи великих ігор, які не можна пройти за один сеанс (значно більші, ніж, наприклад, Prince of Persia (1989), де на проходження дається година і збереження не потрібне). Кожному ігровому рівню відповідає певний набір символів, вводячи який, гравець може продовжити гру з цього рівня з характеристиками на момент збереження. Як приклад, використовується у грі Dyna Blaster.
- Постійний запам'ятовуючий пристрій. В цьому випадку гра зберігає всі характеристики в окремий файл, як правило, характерний саме для цієї гри, на певному запам'ятовуючому пристрої (наприклад, жорсткий диск на комп'ютері). В разі видалення цього файла збережена гра втрачається.
- Файли емуляторів. Більшість емуляторів ігрових систем дозволяють зберегти поточний стан гри в окремому файлі, характерному й універсальному для цього емулятора. Це збереження не обмежується можливостями гри та дозволяє зберегти її в будь-якому місці.

## Місця збереження гри
У різних іграх використовуються різні внутрішньоігрові засоби зберегти гру.
- Порівневе збереження. Можливість зберегти гру надається гравцю після проходження кожного ігрового рівня чи досягнення певного «досвіду». Як приклад — Disney's Aladdin in Nasira's Revenge, Bio Menace.
- Збереження в спеціальному місці. Можливість зберегти гру надається гравцю лише в певному визначеному місці (чи деяких місцях на місцевостях), якого треба спочатку дістатися. У платформерах такий варіант збережень не може використовуватися, оскільки вони майже повністю лінійні. Тому такий спосіб збереження можна зустріти в РПГ, action тощо, в іграх, де є певна локація. Як приклад — серія Grand Theft Auto.
- Збереження в будь-якому місці. Можливість зберегти гру в будь-якому місці гри в будь-який час. Іноді зустрічається в шутерах від першої особи (наприклад, Wolfenstein 3D), але частіше — в іграх чи ігрових режимах, де за геймплеєм можна зафіксувати лише певний прогрес у грі, кількість часу, проведеного у грі чи взагалі будь-які зміни у грі, тобто у нелінійних іграх, симуляторах. Як приклад — wolfenstein 3D, серія The Sims, City Life.
- Збереження в контрольних точках (чек-пойнтах). Цей варіант у більшості ігор не дозволяє зберегти гру в класичному розумінні (тобто щоб можна було вийти з неї і потім, знову увійшовши, завантажити ті самі характеристики), але він забезпечує повернення гравця в разі смерті до останньої такої точки, а не до початку рівня або гри. Їх можна використовувати як тимчасове збереження. Як правило, ігри, що містять чек-поїнти, мають певну кількість життів, втративши які, гравець повинен все ж таки повернутися до початку рівня чи до початку гри. Також це єдиний спосіб не втратити всі характеристики, якщо «стандартне» збереження відсутнє зовсім. В багатьох іграх відсутні контрольні точки, їх роль виконує початок рівня.